# Emma Bejanyan
Emma Bejanyan ou, de son nom de scène, Emmy, née le 12 avril 1984 à Erevan, est une chanteuse arménienne.

## Biographie
En février 2010, Emmy, en duo avec le chanteur Mihran, participe à la présélection d'Arménie pour le Concours Eurovision de la chanson 2010 avec la chanson "Hey (je Me Hear You Say)" qui a été remarquée par Ricky Martin mais elle ne termine que 2e de la sélection derrière la gagnante Eva Rivas. 
Emmy représente l'Arménie à l'Eurovision 2011 à Düsseldorf, Allemagne. Elle ne réussit pas à se qualifier pour la finale le 10 mai 2011, ce qui en fait la première interprète arménienne de l'Eurovision à manquer la finale.